# Walk On (U2)
Walk On is een nummer van de Ierse band U2.
Het nummer verscheen met een liveversie van Beautiful Day en New York, het nummer Big Girls Are Best en een remix van Beautiful Day als single in november 2001. Daarnaast verscheen het nummer ook op het album All That You Can't Leave Behind.
Volgens Bono is het nummer geïnspireerd op de Birmese leidster Aung San Suu Kyi, en haar strijd voor vrije verkiezingen in het land.

## NPO Radio 2 Top 2000
| Nummer met noteringen in de NPO Radio 2 Top 2000 | '05  | '06 | '07 | '08  | '09  | '10  | '11  | '12  | '13  | '14  | '15  | '16  |
| ------------------------------------------------ | ---- | --- | --- | ---- | ---- | ---- | ---- | ---- | ---- | ---- | ---- | ---- |
| Walk On                                          | 1319 | 781 | 764 | 1236 | 1037 | 1064 | 1113 | 1097 | 1093 | 1471 | 1535 | 1829 |

1. ↑  Een vetgedrukt getal geeft de hoogste notering aan.
2. ↑  2005 was het eerste jaar met een notering voor dit nummer.
3. ↑  Deze tabel is bijgewerkt tot en met de laatste editie (2024).

Bono · The Edge · Adam Clayton · Larry Mullen jr.